# Curupá (Maranhão)
Curupá é um distrito do município brasileiro de Alto Parnaíba, no estado do Maranhão..
Foi criado em 1948.